# Golden Sweet
Golden Sweet är en äppelsort. Äpplet har sitt ursprung i den amerikanska delstaten Connecticut, men utöver det är dess härkomst ett mysterium.

## Beskrivning
Ett Golden Sweet-äpple är ett medelstort till stort äpple. Trädet brukar bära äpplen vartannat år. Golden Sweet-äpplen mognar vanligtvis från slutet av juli till början av augusti, men detta beror på området. Skörden kan fortsätta in i september. Smaken av ett Golden Sweet-äpple är mycket söt, fyllig och nästan utan syrlighet. Smaken har beskrivits som "honungssöt". Golden Sweet har ingen syrlig smak.

## Användningsområden
Golden Sweet-äpplen äts färska, men används även till äppelmos eller äppelcider. 

### Översättning
Den här artikeln är helt eller delvis baserad på material från engelskspråkiga Wikipedia, Golden Sweet, 2 juli 2025.